# Dolby Headphone
Dolby Headphone es una tecnología desarrollada por Lake Technology (Australia), que más tarde vendió los derechos de comercialización de Dolby Laboratories, a veces denominada Mobile Surround, que crea un entorno de sonido envolvente virtual en tiempo real utilizando cualquier par de auriculares estéreo de dos canales. Toma como entrada una señal de 5.1 o 7.1 canales, una señal de 2 canales codificada Dolby Pro Logic II (que se pueden derivar 5 o 7 canales) o una señal estéreo de 2 canales. Envía como salida una señal estéreo que incluye las pistas de audio a colocar los canales de entrada en una simulación de escenario sonoro virtual.

## Historia
La tecnología de sonido envolvente virtual en auriculares fue inicialmente desarrollada y comercializada en 1997 por Lake Techonology. 
En octubre de 1998, Dolby obtuvo la licencia de la tecnología de sonido envolvente en auriculares de Lake y la renombró como 'Dolby Headphone'. 
El 23 de diciembre de 2003, Dolby Laboratories adquirió Lake Technology, incluida la tecnología de Dolby Headphone, por $21,6 millones de dólares australianos.